# Udači vam, gospoda!
Udači vam, gospoda! (Удачи вам, господа!) è un film del 1992 diretto da Vladimir Bortko.

## Trama
Oleg va a San Pietroburgo con la speranza di trovare un buon lavoro e un alloggio, ma invece trova rifugio in una foresta in cui ex capitani dell'esercito vivono in carri armati e il suo amico è impegnato in affari privati. E improvvisamente si incontrano nella provinciale Ol'ga, di cui si innamorano entrambi.